# スティーヴン・クレイン (大陸会議代表)
スティーヴン・クレイン（英: Stephen Crane、1709年-1780年7月1日）は、ニュージャージー植民地エリザベスタウン（現在のエリザベス）出身の政治家であり、1774年から1776年まで大陸会議のニュージャージー代表を務めた。またニュージャージー植民地議会議員と立法審議会委員も務めた。作家で詩人のスティーヴン・クレインは玄孫である。

## 伝記
クレインはニュージャージー植民地エリザベスタウンで生まれた。エセックス郡の保安官を務め、1750年には町政委員会の委員に選ばれた。一般訴訟裁判所の判事も務めた。1766年から1773年にはニュージャージー植民地議会議員となり、1771年にはその議長を務めた。1772年から1774年はエリザベスタウンの市長となり、その後大陸会議代表になった。この間に同盟規約に署名した。大陸会議ではイギリスからの分離に反対した代議員団に加わり、アメリカ独立宣言前の1776年6月にニュージャージー邦議会は代議員全員を入れ替えたので、クレインは辞任した。1776年、1777年および1779年に立法審議会委員を務めた。クレインは1780年に死ぬ時までニュージャージーで幾つかの公職に就いていた。1780年7月1日にエリザベスタウンで死に、第1長老派教会墓地に埋葬されている。

## 一族
- フィービー・クレイン、妻（1776死去）
- ウィリアム・クレイン、息子、1748年エリザベスタウン生まれ、アメリカ独立戦争でエセックス郡連隊の少佐、リチャード・モントゴメリー将軍の下でケベックの戦いに参戦して足を負傷し、数年後に切断した。独立戦争後ニュージャージー民兵隊の准将に昇進した。
- イカボッド・クレイン（1787年7月18日 - 1857年10月）、孫、エリザベスタウン生まれ、アメリカ海兵隊少尉に任官され、スティーヴン・ディケーターと共にフリゲート艦USSユナイテッド・ステイツ乗務、その後アメリカ陸軍勤務して米英戦争に従軍、48年間の軍歴を重ね大佐の位で現役のまま死去。
- チャールズ・ヘンリー・クレイン（1825年7月19日 - 1883年10月10日）、曾孫、准将と軍医総監になった。
- ジョーゼフ・ハルゼイ・クレイン(1782年8月31日 - 1852年11月13日）、孫、弁護士、軍人、政治家
- ウィリアム・クレイン（1778年 - 1830年）、孫
- ジョナサン・タウンレイ・クレイン（1819年 – 1880年）、曾孫、牧師、作家スティーヴン・クレインの父
- スティーヴン・クレイン（1871年11月1日 - 1900年6月5日）、玄孫、小説『赤い武功章』"で著名[1][2]